# Municipio de Walcott (Minnesota)
El municipio de Walcott (en inglés: Walcott Township) es un municipio ubicado en el condado de Rice en el estado estadounidense de Minnesota. En el año 2010 tenía una población de 953 habitantes y una densidad poblacional de 11,16 personas por km².

## Geografía
El municipio de Walcott se encuentra ubicado en las coordenadas 44°14′6″N 93°12′55″O / 44.23500, -93.21528. Según la Oficina del Censo de los Estados Unidos, el municipio tiene una superficie total de 85.39 km², de la cual 85,33 km² corresponden a tierra firme y (0,07 %) 0,06 km² es agua.

## Demografía
Según el censo de 2010, había 953 personas residiendo en el municipio de Walcott. La densidad de población era de 11,16 hab./km². De los 953 habitantes, el municipio de Walcott estaba compuesto por el 98,95 % blancos, el 0,31 % eran afroamericanos, el 0,1 % eran amerindios, el 0,21 % eran asiáticos y el 0,42 % eran de una mezcla de razas. Del total de la población el 0,31 % eran hispanos o latinos de cualquier raza.